# Colomerus nudi
Colomerus nudi är en spindeldjursart som beskrevs av David C.M. Manson 1984. Colomerus nudi ingår i släktet Colomerus och familjen Eriophyidae. Inga underarter finns listade i Catalogue of Life.